# 糸魚澤車站
糸魚澤車站（日语：／ Itoizawa eki */?）是位於北海道厚岸郡厚岸町糸魚澤的北海道旅客鐵道（JR北海道）根室本線（花咲線）的鐵路車站。電報略號為イト，2022年3月12日起被廢站。
車站名稱來自阿伊努語的「ciray-kari-pet」（伊富魚游泳的河流）或「ciray-kar-pet」（捕伊富魚的河流），日語翻譯為糸魚澤。

## 歷史
- 1919年11月25日：隨國有鐵道厚岸～厚床路線開始營業而設置。為一般車站。
- 1950年11月29日：車站大樓改建。
- 1971年10月2日：停止貨物處理。
- 1984年：

- 2月1日：停止行李處理。
- 3月1日：車站無人化。

- 1987年4月1日：國鐵分割民營化後，由JR北海道繼承。
- 2015年1月29日：簡易式站舍開始使用[1]。
- 2021年9月18日：預先發佈本站將於2022年春隨時間表改正而廢站[2]。
- 2022年3月12日：因使用人數減少，廢站[3]。

## 車站構造
糸魚澤車站為1面1線、側式月台的地面車站。為無人車站。而之前擁有2面2線及側式月台，可交換列車的車站已經被拆除。在2007年7月，車站的告示牌已變更為新的「JR糸魚澤」。

## 車站周邊
車站周圍為廣闊的濕地。
- 國道44號
- 糸魚澤簡易郵政局
- 別寒邊牛濕地

## 相鄰車站
北海道旅客鐵道（JR北海道）
根室本線（花咲線）
快速「花咲」、快速「納沙布」
通過
普通
厚岸－糸魚澤－茶內

## 外部連結
- （日語）JR北海道 – 糸魚澤車站 （页面存档备份，存于）
- （日語）糸魚澤車站 （页面存档备份，存于）
- （日語）全驛參觀之旅 （页面存档备份，存于）